# Hexafluorpropan-2-ol
Hexafluorpropan-2-ol je organická sloučenina se vzorcem (CF3)2CHOH se silným zápachem. Používá se jako rozpouštědlo a meziprodukt při přípravě dalších látek. Patří mezi polární rozpouštědla a vytváří silné vodíkové vazby, díky čemuž rozpouští látky, které jsou akceptory těchto vazeb, například amidy a ethery. Je průsvitný pro ultrafialové záření.

## Příprava a použití
Hexafluorpropan-2-ol se připravuje přeměnou hexafluorpropenu na hexafluoraceton, který se následně hydrogenuje:
(CF3)2CO + H2 → (CF3)2CHOH
Používá se jako rozpouštědlo některých polárních polymerů a jako surovina v organické syntéze.
Velmi dobře rozpouští i polymery nerozpustné většině ostatních organických rozpouštědel, mimo jiné polyamidy, polyakrylonitrily, polyacetaly, polyestery (například polyglykolidy) a polyketony. Využití nachází rovněž v biochemii, kde zvyšuje rozpustnost peptidů a k monomerizaci shluků beta-skládaných listů. Díky své kyselosti (pKa = 9,3) může být použit na přípravu pufrů pro analýzu nukleových kyselin pomocí iontovopárové vysokoúčinné kapalinová chromatografie s hmotnostní spektrometrií.

## Význam v lékařství
Hexafluorpropan-2-ol může být prekurzorem i metabolitem inhalačního anestetika sevofluranu.

## Bezpečnost
Hexafluorpropan-2-ol je těkavá žíravá kapalina, která může způsobit těžké popáleniny a dýchací potíže.